# Paul Jakob Müller
Paul Jakob Müller (Maler) Pseudonym PAOLO (* 8. April 1894 in Bern; † 18. Februar 1982 in Bremgarten BE) war ein Schweizer Maler und Zeichner mit sozialkritischer Aussage.

## Leben und Werk
Paul Jakob Müller, von Villigen AG, kam am 8. April 1894 am Nydeggstalden 22 in Bern zur Welt. Seine Eltern waren Paul Ernst Müller, Inhaber eines Uhren- und Bijouteriegeschäftes an der Kramgasse 14, und dessen Gattin, Friederike Bertha geborene Sauser, Tochter eines Schuhmachers. Schon in der Sekundarschule förderte sein Zeichenlehrer, Christian Baumgartner (1855–1942), seine künstlerische Begabung. Auf Drängen der Eltern lernte er den Beruf des Vaters und führte bis 1936 an verschiedenen Orten eigene Werkstätten. Daneben besuchte Müller 1927–1939 Kurse an der Gewerbeschule Bern, heute Hochschule der Künste Bern bei Ernst Linck und Walter Reber (1893–1948). Dank eines Stipendiums der Stadt Bern, vermittelt durch Stadtpräsident Ernst Bärtschi, konnte sich Paul Müller 1937–1939 in Paris an der Académie de la Grande Chaumière einschreiben. Die Zeit in Paris und die Bekanntschaft mit Frans Masereel prägten sein künftiges Schaffen. Er fand Sujets bei den Arbeitern und Clochards unter den Brücken und seine Bilder drückten seine soziale Gesinnung aus. Vorbilder waren ihm nach eigener Aussage: Daumier, Steinlen, Zille, Kollwitz und weitere, in erster Linie Frans Masereel. Zurück in Bern schloss er sich der Gesellschaft Schweizer Maler, Bildhauer und Architekten (GSMBA) heute Visarte an. Ab 1960 wohnte er mit seiner vierten Frau Louise Müller, geb. Eberhardt an der Stuckishausstrasse 8, oberhalb der Neubrügg in Bremgarten BE. PAOLO, wie Paul Müller sich nannte, war bereits seit Ende 1934 Mitarbeiter der Berner Tagwacht und avancierte in der Folge zum Zeichner der von den Gewerkschaften herausgegebenen Wochenzeitung Die Nation (Schweiz). 
Über 10 Jahre war Paolo Leiter der Malschule der Migros und der Volkshochschule Bern, ausserdem gab er private Malkurse in seinem Atelier am Kornhausplatz 14 in Bern. Unter seinen Schülern aus allen Kreisen war auch Bundesrat Ernst Nobs. Die Motive und Modelle für seine Bilder fand Paolo in der Herberge zur Heimat und während der Kriegsjahre bei Arbeitslosen, Flüchtlingen und Verdingkindern. Auf Reisen ins südliche Italien und in Frankreich entstanden später auch gefällige Landschaftsbilder. Das Hauptanliegen aber war für den überzeugten Sozialdemokraten das Darstellen des sozialen Elends.
Müllers Nachlass befindet sich in der Burgerbibliothek Bern.

## Ausstellungen
- 1972: Bremgartener Kunstwochen Bremgarten BE
- 1974: Jubiläumsausstellung zum 80. Geburtstag Bremgarten BE
- 1977: Weihnachtsausstellung im Aargauer Kunsthaus
- 1979: Jubiläumsausstellung zum 85. Geburtstag in Bern-Elfenau.
- 1981: Ausstellung im «Centro artistico svizzero» zu Mailand

## Auszeichnungen und Ehrung
- 1937: Stipendium der Stadt Bern